# ژاک دو مورگان
ژاک دو مورگان (به فرانسوی: Jacques de Morgan) با نام کامل ژاک ژان ماری دو مورگان (Jacques Jean Marie de Morgan)‏ (زادهٔ ۱۸۵۷ - درگذشتهٔ ۱۲ ژوئن ۱۹۲۴) باستان‌شناس فرانسوی و محقق دوران کهن بود. او از سال ۱۲۷۶ تا ۱۲۹۱ هجری خورشیدی به مدت ۱۵ سال هدایت تیم باستان‌شناسان فرانسوی را در ایران و شوش بر عهده داشت. ساخت قلعهٔ شوش به‌وسیلهٔ وی انجام شده‌است.

## فعالیت در ایران
دمورگان نخستین فردی بود که اعلام کرد در جنوب ایران مقادیر معتنابهی نفت وجود دارد. کشف‌های بسیار مهمی چون ستون قانون حمورابی و تندیس ناپیرآسو توسط گروه اکتشافی دومورگان انجام شده‌است.
ژاک دو مورگان در کتاب جغرافیای غرب ایران و کتاب سفرنامه ۱۸۹۰ میلادی خود از مکریان (بخش‌های کردنشین آذربایجان غربی) بازدید کرده‌است. او غار سهولان را کشف کرد و بعدها به دخمهٔ فرورتیش در مهاباد و کتیبهٔ کیله شین در کوه «درو» و در شهرستان اشنویه رفت. همچنین در این سفرنامه با حاکم آن دوره منطقه، یعنی سردار سیف الدین خان مکری که در بوکان بود، دیدار کرده‌است و اطلاعاتی در مورد شورش مکری نیز داده است.

### کشف قیر در شوشتر
در حدود سال‌های ۸۶–۱۲۸۵ خورشیدی، ژاک دو مورگان برای اولین بار از وجود قیر در اطراف شوشتر در درّه خرسان مطلع شد. قیرهای استحصال شده انگلیسی‌های جویای نفت از جمله شرکت دارسی را نیز به منطقه کشاند. پس از آن انگلیسی‌ها با حمایت دولت وقت ایران موفق شدند سادات قیری را راضی به بستن قرارداد با شرکت دارسی کنند. خانواده سادات قیری علی‌رغم میل باطنی با این قرارداد موافقت نمودند و مقرر شد در درّه خرسان، در قیرلارستان شوشتر (محلی که بعداً شهر مسجدسلیمان را شکل داد) چاه نفت حفر شود و در نهایت موجب بسته شدن قرارداد قیری-دارسی شد.

## آثار
- گروه فرستاده شده کاوش به ایران (۱۸۹۷–۱۹۰۲)
- مأموریت علمی به قفقاز (۲ جلد، ۱۸۸۹)
- مأموریت علمی به ایران (۵ جلد، ۱۸۹۴–۱۹۰۴)،
- تاریخ و آثار ایران، ۱۸۹۷–۱۹۰۵ (۱۹۰۵)،
- کتاب راهنمای سکه‌شناسی شرقی باستان و قرون وسطی (۱۹۲۳–۱۹۳۶)